# Insidious: The Red Door
Insidious: The Red Door ist ein US-amerikanischer Horrorfilm von Regisseur Patrick Wilson, der am 6. Juli 2023 in die deutschen und am darauffolgenden Tag in die US-amerikanischen Kinos kam. Es handelt sich inhaltlich um eine Fortsetzung zu Insidious: Chapter 2 (2013) und um den insgesamt fünften Teil innerhalb der Insidious-Filmreihe. Die Hauptrollen übernahmen abermals Ty Simpkins und Patrick Wilson.

## Handlung
Neun Jahre sind vergangen, seitdem die Erinnerungen von Josh und Dalton an ihre übernatürlichen Fähigkeiten unterdrückt wurden. Josh verbrachte die vergangenen Jahre damit, seine lückenhaften Erinnerungen zu ordnen, entfremdete sich dabei aber zunehmend von seiner eigenen Familie, weshalb seine Frau Renai sich schließlich von ihm scheiden ließ. Nachdem mit dem Tod seiner Mutter Lorraine ein weiterer Bezugspunkt aus seinem Leben gebrochen ist, willigt der Familienvater widerwillig ein, seinen Sohn Dalton zu einem weit entfernten College zu fahren, wo dieser ein Kunststudium aufnehmen möchte.
In seiner ersten Stunde wird Dalton von seiner Dozentin Professor Armagan aufgefordert, tief in sein Unterbewusstsein einzudringen und seine dortigen Eindrücke zu visualisieren. Mit Zeichenkohle malt er daraufhin das Bild einer verschlossenen roten Tür, deren Bedeutung er sich zunächst selbst nicht erklären kann. Trotzdem hängt er das Werk in seinem Zimmer im Studentenwohnheim auf, das er sich mit der aufgeschlossenen Mathematikstudentin Chris Winslow teilt.
In der Folgezeit leidet Dalton verstärkt unter Visionen, bei denen er unter anderem Dämonen und tote Menschen sieht. Diese Eindrücke lassen ihn zunehmend an seinem Verstand zweifeln und verstärken seine unerklärliche Angst vor dem Dunkeln. Als sich Dalton gegenüber Chris offenbart, findet diese im Internet Videos der Geisterjäger Specs und Tucker sowie vom Medium Elise Rainier. Dalton wird so wieder bewusst, dass er zur Astralprojektion in das sogenannte „Ewigreich“ fähig ist – eine Parallelwelt, die von Dämonen besiedelt wird.
Währenddessen versucht auch Josh, eine Erklärung für seine übernatürlichen Eindrücke zu finden. Immer wieder sieht er seinen verstorbenen Vater Ben Burton, der einst die Familie verließ und nur einen Zettel mit der Nachricht zurückließ, dass es mit ihm ende. Von einem Arzt bekommt Josh geraten, mithilfe von Kinderspielen sein Gedächtnis zu trainieren, doch diese Therapiemaßnahme schlägt kaum an. Als er schließlich Renai auf die Vergangenheit anspricht, offenbart seine Ex-Frau, dass Josh genauso wie sein Vater zur Astralprojektion fähig ist, Ben der Kontakt zu Dämonen allerdings einst zum Verhängnis wurde.
Über seine wiederentdeckte Fähigkeit gelingt es Dalton, sich an die Vergangenheit und die Besessenheit seines Vaters zu erinnern. Im Ewigreich trifft er auch auf den Lipstick-Dämon, der ihn gefangen nimmt und von seinem Körper in der realen Welt Besitz ergreift. Während Josh seinem Sohn im Ewigreich zu Hilfe kommt, muss es Chris in der realen Welt mit weiteren Dämonen aufnehmen. Josh gelingt es schließlich, Dalton aus der Gefangenschaft zu befreien, doch seine Kraft reicht kaum aus, um die rote Tür zum Ewigreich für den Lipstick-Dämonen zu versperren. In letzter Sekunde übermalt Dalton sein Bild der Tür mit schwarzer Farbe und versiegelt so die Verbindung zwischen realer Welt und Ewigreich.
Einige Zeit später haben sich Josh und Renai wieder etwas angenähert. Der Familienvater kann sich zwar noch immer nicht an jedes Detail seiner Vergangenheit erinnern, konnte aber durch ein Aufeinandertreffen mit Ben im Ewigreich mit dieser größtenteils abschließen. Auf der Straße hat er eine Vision von Elise, die ihm und Dalton eine glückliche Zukunft vorhersagt.

## Produktion

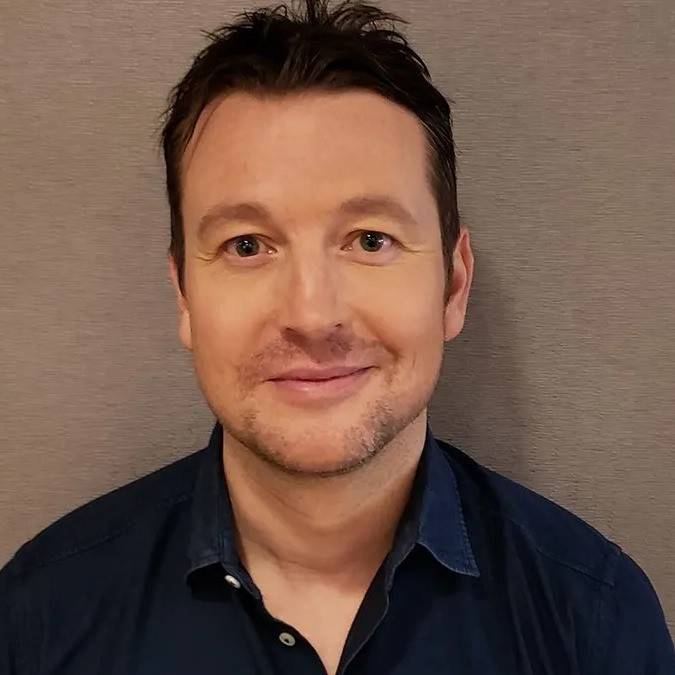
Insidious-Veteran und Produzent Leigh Whannell hatte die Idee zum Film.

Nachdem Insidious: The Last Key mit einem Einspielergebnis von fast 170 Millionen US-Dollar zum finanziell erfolgreichsten Film innerhalb der Insidious-Reihe werden konnte, kamen im Februar 2018 erste Berichte über einen geplanten fünften Teil auf. Noch im selben Jahr schloss Drehbuchautor und Darsteller Leigh Whannell seine direkte Beteiligung am Filmprojekt aus, da er der Ansicht war, die Geschichte sei mit den bisherigen vier Filmen weitestgehend auserzählt. Im Oktober 2020 kündigte Blumhouse einen fünften Insidious-Film als direkte Fortsetzung zu Insidious: Chapter 2 offiziell an, der von Scott Teems basierend auf einer Idee von Whannell geschrieben wurde. Regie führte Hauptdarsteller Patrick Wilson, während Jason Blum, James Wan, Whannell und Oren Peli als Produzenten fungierten.
In den Hauptrollen sind erneut Patrick Wilson als Josh Lambert und Ty Simpkins als Dalton Lambert zu sehen. Daneben kehrten ebenso Rose Byrne und Andrew Astor in ihre Rollen als Renai und Foster Lambert aus den ersten beiden Insidious-Filmen zurück. Auch die Franchise-Veteranen Lin Shaye, Leigh Whannell und Angus Sampson übernahm jeweils zum fünften Mal die Rollen des Mediums Elise Rainier sowie der paranormalen Ermittler Specs und Tucker in Cameo-Auftritten. Daneben sind Joseph Bishara und Steve Coulter erneut als Lipstick Demon und Dämonologe Carl zu sehen, die sie bereits in vorherigen Filmen der Reihe verkörperten. Als Neuverpflichtungen schlossen sich Sinclair Daniel, Hiam Abbass und Peter Dager der Besetzung an.
Die Dreharbeiten mit Kameramann Autumn Eakin begannen im Frühjahr 2022 unter dem Arbeitstitel Fear the Dark. Zu den Drehorten im Morris County, New Jersey zählten unter anderem die Städte Madison und Morristown, die Gemeinden Chatham und Florham Park sowie die Drew University. Die sechswöchigen Filmaufnahmen wurden am 22. August 2022 offiziell abgeschlossen. Für Szenen, in denen Josh im Ewigreich auf Ereignisse aus den vorherigen Insidious-Teilen reagiert, kamen zum Teil nicht genutzte Archivaufnahmen aus den ersten beiden Filmen zum Einsatz. Die Filmmusik komponierte Joseph Bishara, der diese Tätigkeit auch bereits bei allen vier Vorgängerfilmen übernahm. Daneben steuerte die schwedische Heavy-Metal-Band Ghost gemeinsam mit Regisseur Patrick Wilson eine Coverversion des Songs Stay von Shakespears Sister zum Soundtrack bei, die während des Abspanns gespielt wird.
Den internationalen Filmverleih übernahm Sony. Ein erster Trailer wurde am 19. April 2023 veröffentlicht; ein zweiter folgte am 6. Juni 2023. Die Weltpremiere erfolgte am 27. Juni 2023 in New York City. Insidious: The Red Door kam am 6. Juli 2023 in die deutschen und am darauffolgenden Tag in die US-amerikanischen Kinos. Bereits am 1. August 2023 erfolgte in den Vereinigten Staaten der digitale Heimkinostart, ehe der Film am 12. September 2023 auch auf DVD und Blu-ray erschien.

## Synchronisation
Die deutschsprachige Synchronisation entstand nach einem Dialogbuch und unter der Dialogregie von Peter Woratz bei Iyuno Germany.
| Rolle             | Darsteller        | Synchronsprecher       |
| ----------------- | ----------------- | ---------------------- |
| Dalton Lambert    | Ty Simpkins       | Manuel Scheuernstuhl   |
| Josh Lambert      | Patrick Wilson    | Manou Lubowski         |
| Chris Winslow     | Sinclair Daniel   | Maresa Sedlmeir        |
| Professor Armagan | Hiam Abbass       | Katharina Müller-Elmau |
| Renai Lambert     | Rose Byrne        | Angela Wiederhut       |
| Foster Lambert    | Andrew Astor      | Maximilian Belle       |
| Nick the Dick     | Peter Dager       | Nicolai Mondschein     |
| Elise Rainier     | Lin Shaye         | Marion Hartmann        |
| Carl              | Steve Coulter     | Andreas Borcherding    |
| Dr. Philip Bower  | E. Roger Mitchell | Christoph Jablonka     |
| Kranker Teenager  | Stephen Gray      | Jonathan Joèl Albrecht |

## Rezeption

### Altersfreigabe
In den Vereinigten Staaten erhielt Insidious: The Red Door von der MPA aufgrund von Gewalt, Schrecken, angsteinflößenden Bildern, der Sprache und suggestivem Material ein PG-13-Rating. In Deutschland vergab die FSK eine Freigabe ab 16 Jahren. In der Freigabebegründung heißt es, der Film habe eine unheimliche Grundstimmung und enthalte einige genretypische Schreckmomente und Bedrohungssituationen. Darüber hinaus komme es mehrfach zu körperlicher Gewalt und es gebe kurze Szenen, in denen extreme, blutige Verletzungen zu sehen seien. Jugendliche ab 16 Jahren könnten diese Szenen als Elemente eines realitätsfernen Horrorfilms betrachten und die Darstellungen entsprechend verarbeiten.

### Kritiken
Insidious: The Red Door konnte 37 % der 115 bei Rotten Tomatoes gelisteten Kritiker überzeugen und erhielt dabei eine durchschnittliche Bewertung von 5 von 10 Punkten. Als zusammenfassendes Fazit zieht die Seite, frühere Insidious-Filme hätten durchaus ihre Momente gehabt, doch hinter The Red Door verberge sich nur noch der enttäuschende Abschluss einer einst furchterregenden Reihe. Bei Metacritic erhielt die Fortsetzung basierend auf 23 Kritiken einen Metascore von 45 von 100 möglichen Punkten.

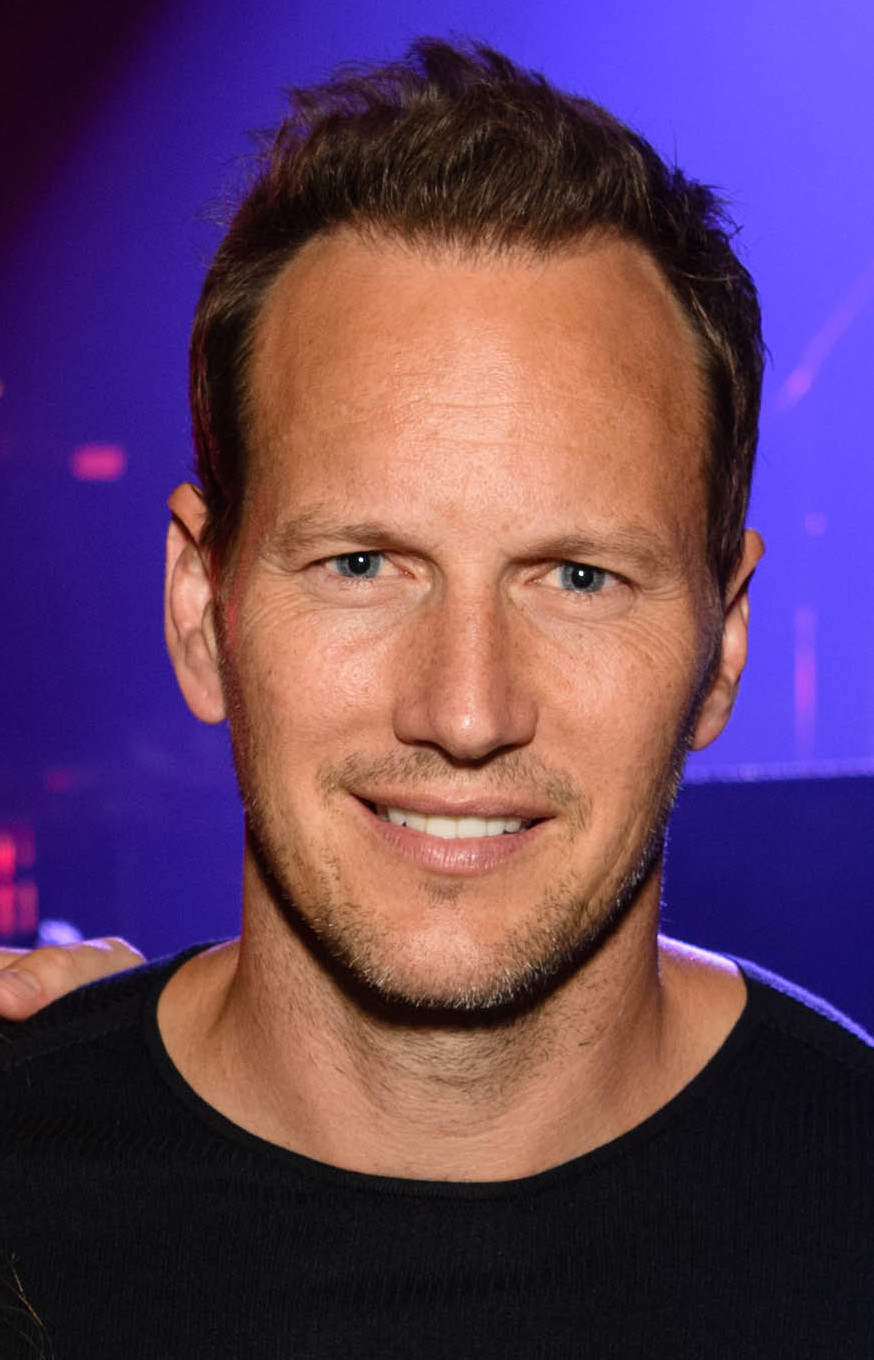
Hauptdarsteller Patrick Wilson gab mit The Red Door sein durchwachsen aufgenommenes Regiedebüt.

Ein positives Urteil zieht Tom Jorgensen in seiner Filmkritik für IGN, wo er Insidious: The Red Door als zufriedenstellenden Abschluss der Geschichte der Familie Lambert beschreibt, auch wenn der Film oft nur auf oberflächigen Schrecken setze. Die Rückkehr zu den Figuren aus den ersten beiden Insidious-Teilen und insbesondere die Beziehung zwischen Dalton und Josh Lambert biete dabei die thematische Grundlage für einen durchaus berauschenden, wenn auch weniger angsteinflößenden Horrorfilm, dessen emotionales Gewicht vor allem durch die ernsten Darbietungen der beiden Hauptdarsteller Patrick Wilson und Ty Simpkins entstehe. The Red Door sei dabei jener Film der Reihe, der die beste Balance zwischen Familienmelodrama und den übernatürlichen Elementen des Franchise finde; zum ersten Mal werde dabei das zentrale „Ewigreich“ effektiv für die Figurenentwicklung genutzt. Ty Simpkins schaffe es dabei, bei seinem Schauspiel ein gutes Gleichgewicht zwischen der Angst eines Teenagers und dem Misstrauen seiner Figur zu finden; gleichzeitig füge er seinem Charakter ein gewisses Maß an Verletzlichkeit hinzu. Auch Patrick Wilson könne am meisten in jenen Szenen glänzen, in denen seine Figur Josh fast völlig auseinanderbreche. Die restlichen Nebendarsteller würden hingegen zunehmend in den Hintergrund geraten und bei ihren gelegentlichen Auftritten das Erzähltempo merklich ausbremsen; einzig Sinclair Daniel sei eine erfrischend bodenständige Ergänzung der Besetzung und bringe eine gewisse Leichtigkeit in den Film. In Bezug auf die Horrorelemente urteilt Jorgensen, dass Regiedebütant Wilson Sensibilität bei seiner Inszenierung beweise, die Identität der ersten beiden Insidious-Filme beibehalte und gleichzeitig einen größeren Fokus auf das Drama lege. Seine Horrorkünste kämen am stärksten in langen Kameraeinstellungen zur Geltung, in denen Wilson Schreckmomente gekonnt aufbaue und sie lange herauszögere. Wenn es dennoch zu vereinzelten Jump-Scares komme, seien diese allerdings nur wenig innovativ und kaum furchteinflößend.
Für Owen Gleiberman von Variety fühle sich Insidious: The Red Door eher wie eine Psychotherapie als nach einem Horrorfilm an und sei der am wenigsten heimtückische Teil der Reihe. Zwischenmenschliche Streitigkeiten seien zwar gut inszeniert und würden dem Film ein menschliches Zentrum verleihen, doch die Fortsetzung fühle sich in ihrer Beliebigkeit normal an und füge der Insidious-Reihe nichts Neues hinzu. Schreckmomente seien effektiv sowie gut getimt und auch die Nebendarsteller rund um Sinclair Daniel und die urkomische Hiam Abbass würden überzeugen, könnte aber nicht über die klischeehafte Erzählstruktur über problematische Väter hinwegtäuschen. So kommt Gleiberman zu dem Schluss, dass Regisseur Patrick Wilson mit Insidious: The Red Door zwar kein schlechtes Werk abliefere, aber mit Elementen der Filmreihe arbeiten müsse, die bereits auserzählt wurden.
Enttäuscht zeigt sich auch Charles Bramesco vom Guardian, der Insidious: The Red Door als eine „schäbige Horror-Fortsetzung“ bezeichnet, die aufzeige, wie wenig Substanz und Originalität die Filmreihe bisher gehabt hätte. Wo die ersten Insidious-Teile noch von den ruhigen Regiearbeiten von James Wan und Leigh Whannell profitiert hätten, die wussten, wie man aus Objekten allein mit der Kamera jedes Quäntchen Spannung herauskitzeln könne, inszeniere Wilson seinen Film ohne Innovationen und folge nur einer routinemäßigen Abfolge von Horror-Klischees. Insidious: The Red Door verstricke sich dabei in belanglose Metaphern über die Vergangenheit, untermauerer durch den „üblichen Kauderwelsch“ über Astralprojektion den abgestandenen Subtext über die Gefahren, schmerzhafte Erinnerungen zu verdrängen, und verschlimmere die oberflächige Psychologisierung durch abgestumpfte Symbolik. Wilson stehe zwar auch das mit Abstand schlechteste Drehbuch der Filmreihe zur Verfügung, bei dem unzusammenhängende Handlungsstränge die Erzählung ins Stocken bringen würden, doch von irgendeiner Individualität oder neuen Ideen sei nichts zu sehen. Das Übernatürliche werde in der Fortsetzung eher erklärt als beängstigend inszeniert, wodurch Wilson auf billige Jump-Scares zurückgreifen müsse, die allenfalls durch ihre Plötzlichkeit und Lautstärke eine Reaktion beim Publikum hervorrufen würde.

### Einspielergebnis
Am Startwochenende konnte Insidious: The Red Door mit einem Einspielergebnis von rund 32,65 Millionen US-Dollar die Spitzenposition der US-amerikanischen Kino-Charts belegen. Auch international war der Film im selben Zeitraum ein Erfolg und verzeichnete mit Einnahmen von rund 31,4 Millionen US-Dollar den finanziell erfolgreichsten Kinostart eines Horrorfilms seit 2019. Dem Budget von rund 16 Millionen US-Dollar stehen weltweite Einnahmen aus Kinovorführungen in Höhe von 189,1 Millionen US-Dollar gegenüber, von denen Insidious: The Red Door allein 82,2 Millionen im nordamerikanischen Raum erwirtschaften konnte. Damit handelt es sich um den finanziell erfolgreichsten Teil der Insidious-Reihe. In Deutschland verzeichnete der Film insgesamt 488.870 Kinobesucher.

### Auszeichnungen
Saturn-Award-Verleihung 2024
- Nominierung als Bester Horrorfilm

## Fortsetzung
Ein sechster Insidious-Film soll am 21. August 2026 in die US-amerikanischen Kinos kommen.